# أبوسوم فأر مكسيكي
أبوسوم فأر مكسيكي (الأسم العلمي:Marmosa mexicana)، هو نوع من الأبوسوم يتواجد في بليز، كوستاريكا، السلفادور، غواتيمالا، هندوراس، المكسيك الشرقية شمالا حتى تاماوليباس ونيكاراغوا وبنما الغربية على ارتفاعات من مستوى سطح البحر يصل إلى 3000 متر (في فولكان تاكانا).